# NA-2042
La Na-2042 comunica con la NA-1720 el pueblo de Arrieta.

## Recorrido
| Denominación | Kilómetro | Salida              | Carretera           | Dirección                              |
| ------------ | --------- | ------------------- | ------------------- | -------------------------------------- |
| NA-2042      | 0         |                     | NA-1720             | Aoiz/Agoitz Auritz/Burguete            |
| NA-2042      | 0         |                     | NA-2043             | Villanueva de Arce/ Hiriberri Artzibar |
| NA-2042      | 1         | Travesía de Arrieta | Travesía de Arrieta | Travesía de Arrieta                    |

- Datos: Q12264052